# Efecto CSI

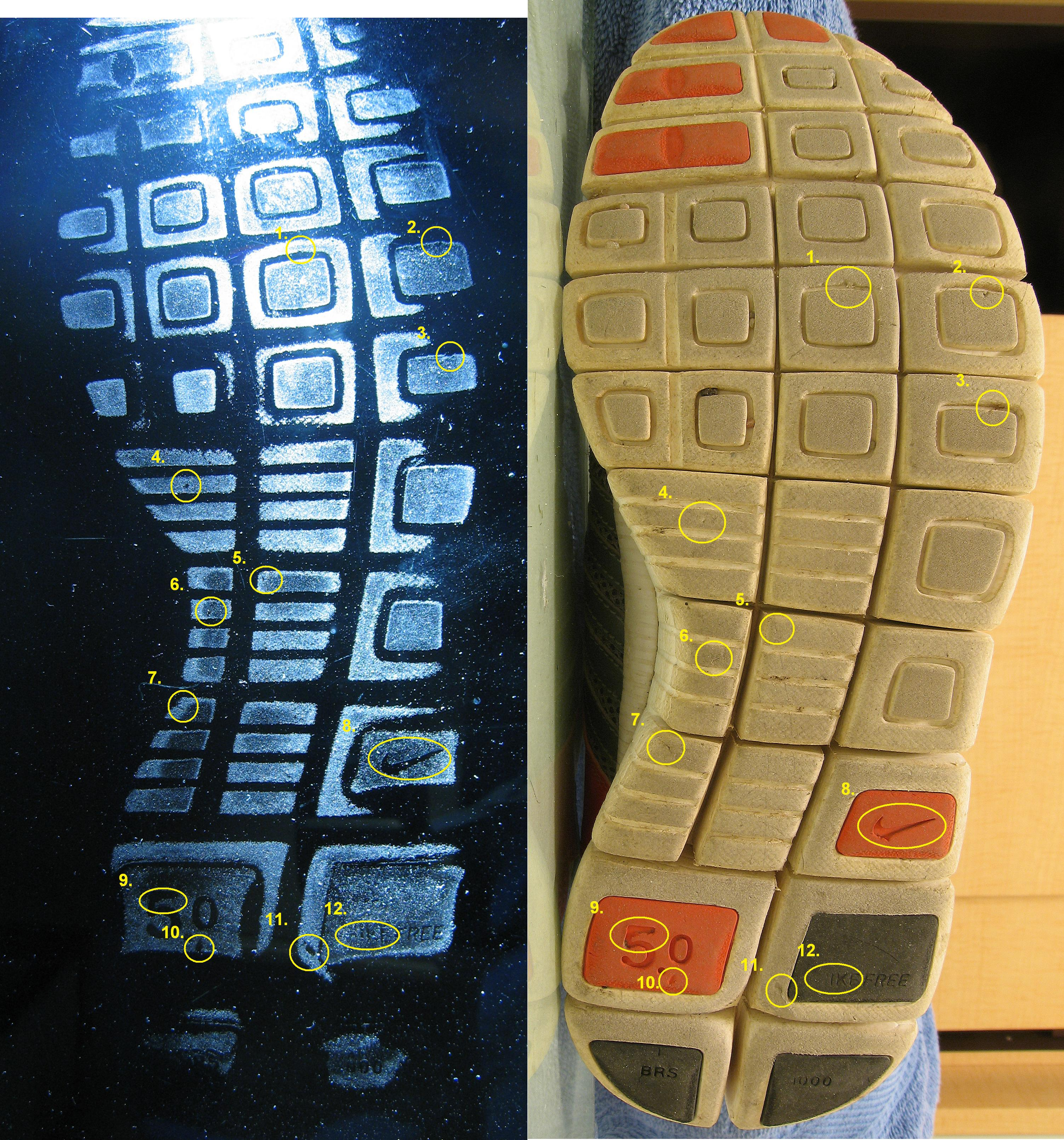
Estudio forense de una huella de calzado.

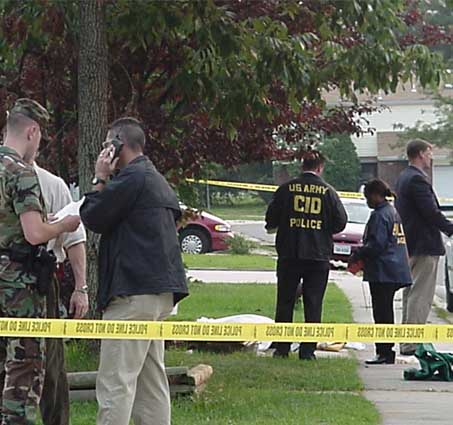
Agentes de la United States Army Criminal Investigation Division investigando la escena de un crimen.

El efecto CSI, a veces denominado síndrome CSI, e infección de CSI, se refiere a las varias formas en que la representación exagerada de la ciencia forense en la franquicia CSI y otros programas de televisión influye en la percepción pública de la criminalística. Las avanzadas técnicas forenses mostradas en estos programas aumentaron las expectativas de los jurados y delincuentes en los juicios, especialmente respecto a las pruebas encontradas en las escenas del crimen y por los perfiles genéticos. El término se refiere a menudo a la exigencia, por parte de miembros de jurados, de más pruebas forenses en juicio penales, aumentando la Onus probandi para los fiscales, provocando que tengan que entregar más y mejores pruebas forenses. Aunque este «efecto» es ampliamente conocido entre profesionales del derecho estadounidenses, varios estudios han demostrado que es poco probable que sea debido exclusivamente a tales programas de televisión.
Gran parte de estas preocupaciones derivan de la «licencia dramática» de los escritores y guionistas de género policial forense, exagerando la exactitud de las técnicas criminalísticas y las capacidades de la misma, idealizando las escenas del crimen y la forma en que se muestra la prensa y los diálogos de criminología en general, comprometiendo así la veracidad por el entretenimiento.
Hay varias otras manifestaciones del efecto CSI. Una mayor conciencia pública de la ciencia forense ha incrementado la demanda de pruebas forenses en las investigaciones de la policía, que a su vez ha aumentado significativamente la carga de trabajo de los laboratorio criminalísticos. El número y la popularidad de los programas de ciencia forense en la Universidad han aumentado considerablemente en todo el mundo, aunque algunos nuevos programas han sido criticados por no preparar adecuadamente a sus estudiantes para el trabajo forense real. Finalmente, es posible que la ciencia forense mostrada en este tipo de programas ayude a los delincuentes a ocultar pruebas de sus crímenes, haciendo más difícil para los investigadores resolver los casos.

## Manifestaciones

### Influencia en los miembros del jurado
Aunque las especulaciones respecto a la validez del efecto CSI abundan, sólo recientemente los investigadores han comenzado a estudiar el efecto de CSI sobre el comportamiento de los jurados. Un estudio empírico de los efectos de la serie sugirió que los espectadores de CSI y otros programas del género, critica la ciencia forense mostrado en ellos y están menos convencido de ella, sin embargo, esas mismas diferencias no se encontraron en los espectadores de shows como Law & Order (y otros de delincuencia en general), lo que implica que el efecto CSI, está limitado a aquellos que ven programas enfocados meramente en la ciencia forense. Otro estudio encuestó a posibles miembros de jurados y no pudo encontrar un vínculo entre ver CSI y el aumento de la demanda de pruebas científicas para condenar a un acusado. Un tercer estudio examinó las impresiones de los miembros del jurado en un simulacro de un juicio penal, encontrando que los veredictos de los espectadores de CSI no fueron significativamente diferentes de los que no ven la serie.
Las personas quienes sobreestiman la base real de programas como CSI: Crime Scene Investigation y sus spin-offs pueden desarrollar expectativas poco razonables de la profesionalidad de los forenses reales. Aunque las tecnologías mostradas en estos programas de ficción son alabadas, en la realidad, las diversas técnicas mostradas requieren mucho más tiempo para dar una respuesta concreta en el análisis de evidencia. Los analistas temen que las personas lleguen a creer que la ciencia criminalística real, llegue a ser tan rápida y segura como se ve en los shows. La evidencia de ADN, en particular, es la más esperada por los jurados para que sea relevante o no para el caso. A algunos potenciales miembros de jurados, durante el voir dire, se les pregunta sin son espectadores de series como CSI.
En un caso en el Tribunal Superior de Justicia en Delaware, tomaba en cuenta el efecto CSI en el resultado concluyente de las pruebas del mismo, y cualquier otra evidencia admisible con el fin de mitigar el efecto en los resultados. Fue la demanda del Estado contra Cooke (914 A.2d 1078 Del. Super. Ct. 2007). Si bien el tribunal aceptó el argumento de que las pruebas concluyentes no eran pertinentes, no ha aceptado algunas de estas mismas, ya que no habrían pasado la norma Daubert de fiabilidad.

### Influencia en la mente de los criminales
El efecto CSI muestra también como se pueden cometer crímenes. Tammy Klein, un criminalista del Departamento del Sheriff del Condado de Los Ángeles, y otros expertos del área han notado un aumento en los casos penales en los que los sospechosos manipulan la evidencia (por ejemplo, la utilización de cloro para destruir evidencia de ADN), o el intento de limpiar cuidadosamente la escena del crimen para no dejar huellas, tales como pelos, fibras o ropa. Por ejemplo, los expertos citan un caso en particular, en un asesinato en el condado de Trumbull, Ohio. El principal sospechoso en el caso, descrito como un fanático de CSI, asesinó a su madre y a su hija, luego, utilizó cloro para lavar sus manos llenas de sangre y cubrió el interior de su auto con mantas para evitar transferencias en el transporte de los cadáveres, que luego quemó junto con su ropa y colillas de cigarros (temía que lo descubrieran por su ADN en ellos). Lanzó las pruebas restantes en un lago local, incluida el arma homicida y una palanca, que no pudo ocultar a la perfección ya que el lago estaba congelado. Las pruebas posteriormente fueron recuperadas por los investigadores y el sospechoso quedó detenido.

### Influencia en los programas de formación de la ciencia forense
Las academias también sufren este efecto. Las universidades han visto un aumento de estudiantes que se matriculan en la ciencia forense y los programas relacionados con la ciencia en general. Ha habido críticas de los departamentos de policía, que, en un esfuerzo por aumentar su número de estudiantes, las universidades han estado ofreciendo cursos poco adecuados, dejando graduados poco preparados para el trabajo forense en la realidad. La tradicional vía académica para aspirar a ser un científico forense parte por realizar la primaria (licenciatura) en un grado general de ciencias tales como química o biología, seguido por un curso de postgrado. En 2003, la American Academy of Forensic Sciences (Academia Americana de Ciencias Forenses) promulgó las normas para la acreditación de la ciencia forense en los programas educativos, a través de su Forensic Science Educational Program Accreditation Commission (FEPAC), basada en las recomendaciones del Instituto Nacional de Justicia de EE. UU.
Juicios muy publicitados, como los de Scott Peterson, Robert Blake y O.J. Simpson también han llamado a muchas personas a la medicina forense. Redes de televisión como TruTV, Discovery Channel y A&E también realizan muchos programas que representan las investigaciones forenses de casos reales, como Forensic Files, Cold Case Files, Body Of Evidence: From the Case Files of Dayle Hinman, The New Detectives y American Justice, así como las series de ficción tales como Cold Case y Cold Squad.